# Aleksander Kadulski
Aleksander Kadulski (ur. 13 kwietnia 1911 w Puli, obecnie Chorwacja, zm. 10 lutego 2006 w Vancouver w Kanadzie) – polski żołnierz marynarki wojennej.

## Życiorys

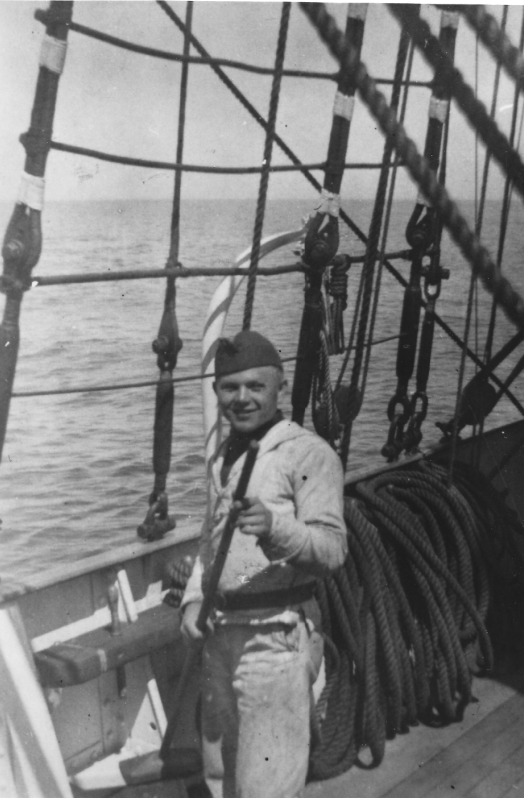
Aleksander Kadulski jako wachtowy podczas rejsu Iskrą

Syn Jana i Katarzyny z d. Zawiślak, brat Mariana Kadulskiego. Ojciec był zawodowym wojskowym i często zmieniał miejsce zamieszkania w granicach Austro-Węgier. Od 1915 roku przebywał w Polsce. W latach 1925–1930 uczył się w Korpusie Kadetów nr 1 we Lwowie, by następnie kontynuować naukę w Szkole Podchorążych Marynarki Wojennej w Toruniu w latach 1930–1933. W 1931 roku odbył szkoleniowy rejs po Atlantyku oraz Morzu Śródziemnym, statkiem Iskra. Swoje wspomnienia publikował w piśmie młodzieżowym „Młody Gryf”.
Od 1934 do 1935 służył jako oficer wachtowy na ORP Kujawiak, ORP Pomorzanin i ORP Krakowiak. Od listopada 1935 do listopada 1936 pracował w Centrum Wyszkolenia Specjalistów Floty (CWSF) na ORP Bałtyk jako oficer flagowy. 19 marca 1937 awansowany do stopnia porucznika marynarki.
We wiosny 1938 do 3 września 1939 był pierwszym oficerem sygnałowym na niszczycielu ORP Wicher. Po zatopieniu jednostki przez lotnictwo niemieckie aż do kapitulacji Helu był Komendantem Centrali Meldunkowej Rejonu Umocnionego Hel, podległym bezpośrednio dowódcy tego regionu, Włodzimierzowi Steyer. Od 2 października 1939 roku do 30 stycznia 1945 w niewoli niemieckiej obozie Oflag X B Nienburg, XVIII C Spittal oraz Oflag II C Woldenberg. W tym okresie od 1942 roku do 1945 roku należał do konspiracyjnego Plutonu Radio, pozostającego w ramach Armii Krajowej. Był dowódcą punktu radio-nasłuch im. Płk. Zaborowskiego, odpowiedzialnym za montaż radia oraz odbiór komunikatów radiowych (w publikacjach często błędnie nazywany Czesławem Kadulskim).
Po wyzwoleniu z niewoli niemieckiej powrócił do Krakowa, gdzie przyłączył się do Armii Krajowej. Dnia 11 maja 1945 roku został aresztowany przez milicjantów w mieszkaniu przy ulicy Garbarskiej i osadzony w budynku komendy milicji, obecnie szkoły handlowej przy ulicy Kapucyńskiej 2. Po siedemnastu dniach niewoli uciekł wraz pięcioma innymi osobami (między innymi rotmistrzem Tadeuszem Tetmajerem) wykorzystując sznur do podnoszenia zasłon okiennych. Przez „zieloną granicę” wraz z żoną dostał się do Anglii. 
Od 1945 do 1946 roku był pierwszym zastępcą Komendanta Centrum Wyszkolenia Specjalistów Floty w Davenport. W okresie tym został awansowany do stopnia kapitana marynarki wojennej. W 1948 roku rząd emigracyjny w Londynie nadał mu Złoty Krzyż Zasługi z mieczami. 
W styczniu 1949 roku emigrował Argentyny, gdzie pracował między innymi przy budowie linii wysokiego napięcia, by jesienią 1953 roku przenieść się na stałe do Kanady. 

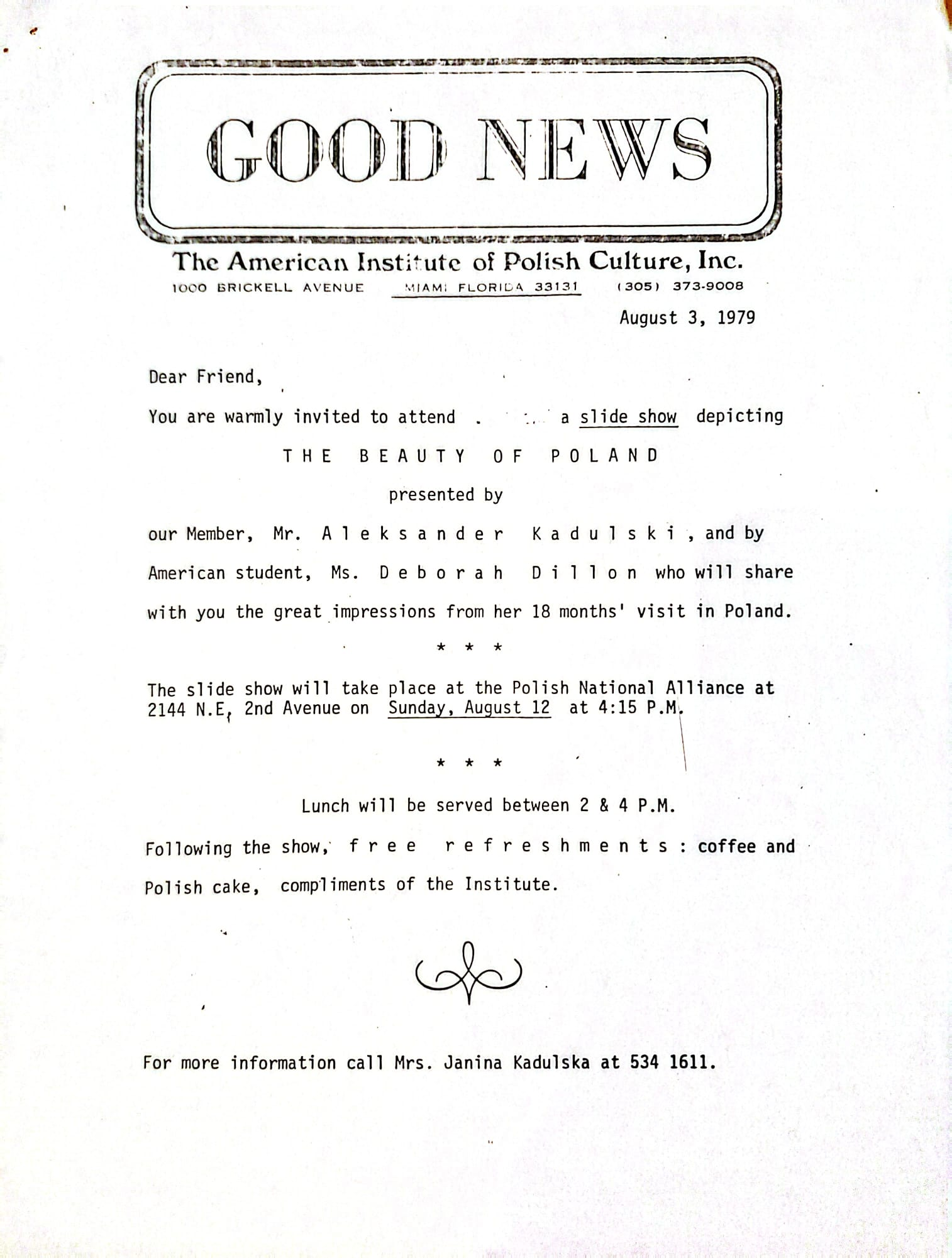
Zaproszenie na prelekcję Aleksandra Kadulskiego organizowaną przez Amerykański Instytut Polskiej Kultury

Od 1956 roku wraz z żoną Janiną wielokrotnie promował Polskę na uroczystościach etnicznych Kanady, między innymi organizując stoisko pod tytułem „Polskie Stroje Ludowe”. 

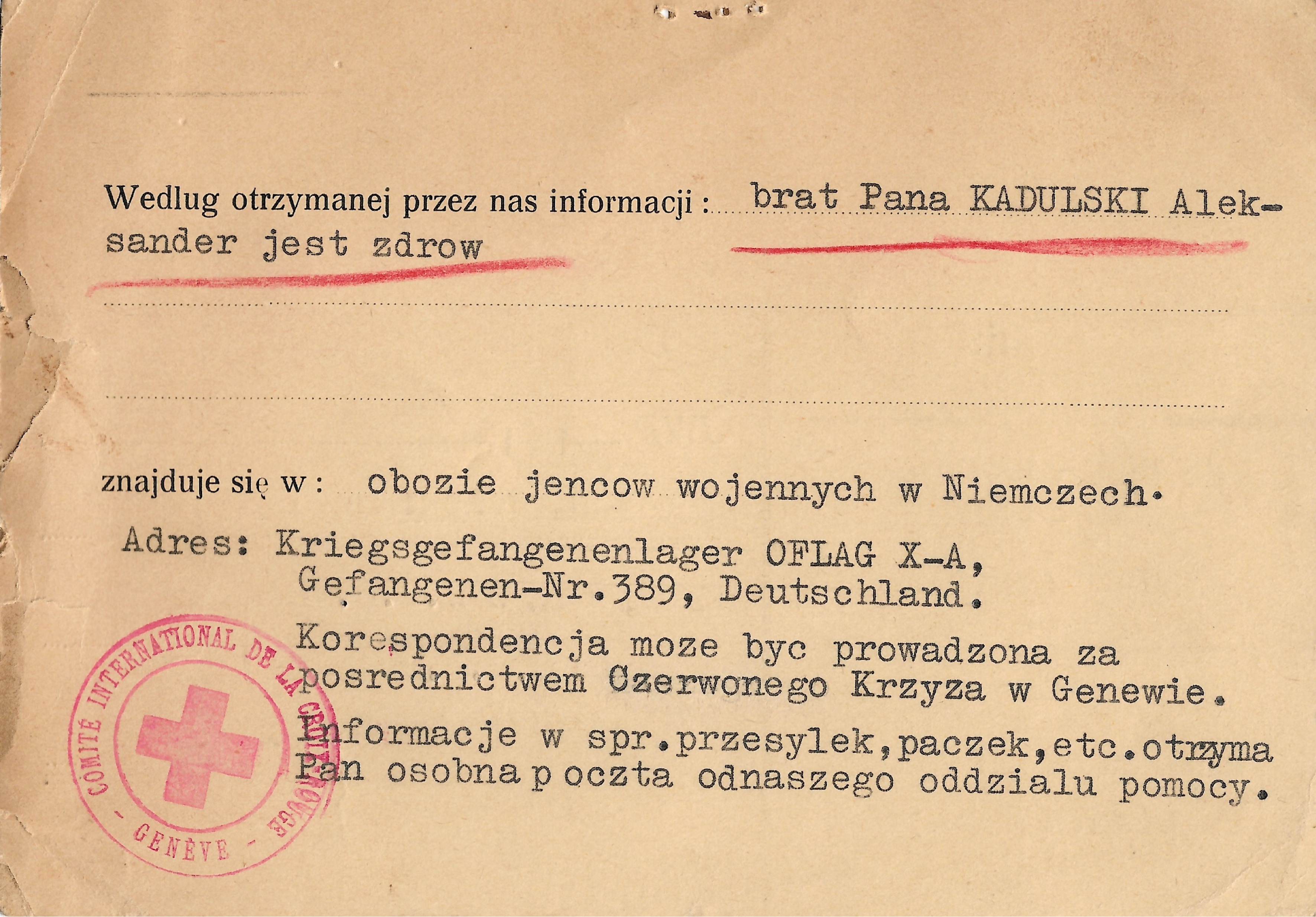
Odpowiedź Czerwonego Krzyża na zapytanie brata Mariana Kadulskiego dotyczące pobytu Aleksandra w obozie jenieckim

W Kanadzie zbudował jacht o kadłubie z betonu. 
W 1983 roku otrzymał Medal „Za udział w wojnie obronnej 1939” (nr leg. 357-83-1 MW) z rąk konsula PRL w Toronto. 
11 listopada 1990 roku rząd emigracyjny nadał mu Krzyż Kawalerski Orderu Odrodzenia Polski
Zmarł w 2006 roku w Vancouver w Kanadzie.

## Publikacje
- Aleksander Kadulski, "W rocznicę zmartwychwstania" - Orlęta, Czasopismo młodzieży Korpusu Kadetów, Nr 3. Listopad 1928
- Aleksander Kadulski, "Wpływ warunków nawigacyjnych i atmosferycznych Bałtyku na budowę okrętów wojennych" Przegląd Morski nr 90, 1936
- Aleksander Kadulski, "Wpływ warunków meteorologicznych na działania wojennomorskie na Bałtyku", Przegląd Morski, nr 97,1937
- Aleksander Kadulski, "Zmierzch i świt kutrów torpedowych", Przegląd Morski, nr 76,1935
- Aleksander Kadulski, "Zbudowałem jacht w Kanadzie" - Żagle i Jachting motorowy, Październik 1977
- Aleksander Kadulski, "A było to tak..." - Nasze Sygnały nr 141 , Pismo stowarzyszenia Marynarki Wojennej, Kwiecień 1979